# سیجیفردو مرکادو
سیجیفردو مرکادو (انگلیسی: Sigifredo Mercado؛ زادهٔ ۲۱ دسامبر ۱۹۶۸) یک بازیکن فوتبال اهل مکزیک است.

## باشگاه ها
- Ángeles de Puebla
- باشگاه فوتبال پوئبلا
- باشگاه فوتبال دپورتیوو تولوکا
- باشگاه فوتبال لئون
- باشگاه فوتبال پوئبلا
- باشگاه فوتبال لئون
- باشگاه فوتبال اطلس
- باشگاه فوتبال پوئبلا